# Angelo Nijskens
Angelo Nijskens (Hulst, 1 juni 1963) is een Nederlands voormalig voetballer en huidig voetbaltrainer.
Nijskens begon zijn loopbaan als aanvaller in de jeugd bij HVV '24 en ging op zijn vijftiende naar KSC Lokeren waar hij in 1982 bij het eerste elftal kwam. In het seizoen 1988/89 speelde hij voor Bayer 05 Uerdingen en tussen 1989 en 1991 voor RFC de Liège waarmee hij de beker van België won. In het seizoen 1991/92 speelde Nijskens voor Sporting Charleroi en in het seizoen 1992/93 speelde hij wederom voor Lokeren om zijn profloopbaan daarna in 1995 te besluiten bij Alemannia Aachen. Hij speelde in het seizoen 1995/96 nog voor Red Star Haasdonk en aansluitend ging Nijskens voor HSV Hoek spelen waar hij later ook speler-trainer werd. 
In februari 2002 werd hij ontslagen. Ook bij KV Kortrijk, SV Oudenaarde en KFC Eeklo moest Nijskens hierna voortijdig vertrekken. In 2008 trainde hij WS Lauwe waarna hij scout werd bij Kortrijk. Anno 2012 trainde hij HSV Hoek en was werkzaam in een mediatheek in Gent. Sinds eind 2014 is hij trainer bij 4e-klasser SK Berlare.